# 円勝寺 (東京都北区)
円勝寺（えんしょうじ）は、東京都北区にある浄土宗の寺院。

## 概要
鎌倉時代、信阿聖法によって開山された。当時は武蔵国江戸龍ノ口（現・東京都千代田区丸の内）に位置していた。その後、現在地に移転した。
かつては、徳川家康が腰掛けたとされる「御腰掛松」という松があった。その時に家康が寺領5石を与えたため、「五石松」の異名もあった。
境内には茶人の家柄の伊佐家の墓がある。

## 交通アクセス
- 駒込駅より徒歩9分。

## 関連文献
- 斎藤長秋 編「卷之五 玉衡之部 光明山圓勝寺/五石松」『江戸名所図会』 3巻、有朋堂書店〈有朋堂文庫〉、1927年、304-305頁。NDLJP:1174157/157。